# Championnat de France masculin de handball 1983-1984
Navigation
Nationale 1 1982-1983 Nationale 1 1984-1985
Le championnat de France masculin de Nationale 1 1983-1984 est la 32e édition du plus haut niveau des clubs masculins de handball en France. 
Le titre de champion de France est remporté par le Stade Marseillais UC. C'est leur cinquième et dernier titre de championnat de France.
À l'issue de la saison, du fait du passage de 16 à 10 clubs la saison suivante, six clubs sont relégués et aucun n'est promu.

## Modalités
Lors de la première phase, les seize équipes sont réparties en deux poules de huit équipes.
À l'issue de cette première phase, les équipes sont réparties en trois poules :
- les trois premiers de chaque poule sont qualifiés pour la poule de niveau 1. Les deux premiers de cette poule de niveau 1 disputent ensuite une finale qui désigne le champion de France.
- Les deux derniers de chaque poule se retrouvent dans une poule de niveau 3.
- Enfin, les six autres équipes se retrouvent dans une poule de niveau 2.

Les résultats enregistrés en première phase au cours des rencontres jouées entre deux clubs qualifiés d'une même poule restent acquis pour la deuxième phase.
Du fait d’un changement dans la formule du championnat avec la création d’une Nationale 1B pour la saison 84/85, seules dix équipes participeront au championnat de France de Nationale 1A 84/85 contre vingt les saisons précédentes. Ainsi,
- les 6 clubs de la poule de niveau 1 et les 4 premiers de la poule de niveau 2 évolueront en Nationale 1A,
- les 2 derniers de la poule de niveau 2 et les 2 premiers de la poule de niveau 3 évolueront en Nationale 1B,
- les 2 derniers de la poule de niveau 3 jouent des barrages face aux 2 vainqueurs des barrages d’accession entre les 4 clubs classés quatrième en poules de division Nationale 2. Les vainqueurs évolueront en Nationale 1B et les perdants dans la nouvelle Nationale 2 (3e niveau).

Il n'y a donc aucun promu.

## Effectifs et transferts
Cf. « Tout, tout, tout sur le championnat 83-84 », Hand-ball : bulletin fédéral, Fédération française de handball, nos 193/194,‎ septembre 1983, p. 41 à 57 (lire en ligne, consulté le 5 juillet 2025)

## Première phase
Le classement final de la première phase est :

### Poule A
| \| \| Équipe \| Pts \| J \| G \| N \| P \| Bp \| Bc \| Diff \| \| - \| ------------------------ \| --- \| -- \| -- \| - \| -- \| --- \| --- \| ---- \| \| 1 \| Stade Marseillais UC \| 39 \| 14 \| 12 \| 1 \| 1 \| 388 \| 303 \| 85 \| \| 2 \| Stella Sports Saint-Maur \| 34 \| 14 \| 9 \| 2 \| 3 \| 357 \| 300 \| 57 \| \| 3 \| USAM Nîmes \| 32 \| 14 \| 7 \| 4 \| 3 \| 347 \| 316 \| 31 \| \| 4 \| CSL Dijon \| 27 \| 14 \| 6 \| 1 \| 7 \| 345 \| 356 \| -11 \| \| 5 \| ES St-Martin-d'Hères \| 27 \| 14 \| 6 \| 1 \| 7 \| 309 \| 334 \| -25 \| \| 6 \| Paris UC P \| 26 \| 14 \| 5 \| 2 \| 7 \| 302 \| 330 \| -28 \| \| 7 \| Stade toulousain \| 25 \| 14 \| 5 \| 1 \| 8 \| 346 \| 369 \| -23 \| \| 8 \| HBC Anzin \| 14 \| 14 \| 0 \| 0 \| 14 \| 319 \| 405 \| -86 \| | - Qualifié pour la poule de niveau 1 - Qualifié pour la poule de niveau 2 - Qualifié pour la poule de niveau 3 - T : Tenant du titre - P : Promu de Nationale II en début de saison |     |    |    |   |    |     |     |      |
| | Équipe | Pts | J  | G  | N | P  | Bp  | Bc  | Diff |
| 1 | Stade Marseillais UC | 39  | 14 | 12 | 1 | 1  | 388 | 303 | 85   |
| 2 | Stella Sports Saint-Maur | 34  | 14 | 9  | 2 | 3  | 357 | 300 | 57   |
| 3 | USAM Nîmes | 32  | 14 | 7  | 4 | 3  | 347 | 316 | 31   |
| 4 | CSL Dijon | 27  | 14 | 6  | 1 | 7  | 345 | 356 | -11  |
| 5 | ES St-Martin-d'Hères | 27  | 14 | 6  | 1 | 7  | 309 | 334 | -25  |
| 6 | Paris UC P | 26  | 14 | 5  | 2 | 7  | 302 | 330 | -28  |
| 7 | Stade toulousain | 25  | 14 | 5  | 1 | 8  | 346 | 369 | -23  |
| 8 | HBC Anzin | 14  | 14 | 0  | 0 | 14 | 319 | 405 | -86  |

### Poule B
| \| \| Équipe \| Pts \| J \| G \| N \| P \| Bp \| Bc \| Diff \| \| - \| ----------------------- \| --- \| -- \| -- \| - \| -- \| --- \| --- \| ---- \| \| 1 \| USM Gagny \| 40 \| 14 \| 13 \| 0 \| 1 \| 358 \| 285 \| 73 \| \| 2 \| US Ivry T \| 34 \| 14 \| 10 \| 0 \| 4 \| 343 \| 285 \| 58 \| \| 3 \| AC Boulogne-Billancourt \| 31 \| 14 \| 8 \| 1 \| 5 \| 347 \| 316 \| 31 \| \| 4 \| SMEC Metz \| 29 \| 14 \| 7 \| 1 \| 6 \| 291 \| 260 \| 31 \| \| 5 \| RC Strasbourg \| 23 \| 14 \| 4 \| 1 \| 9 \| 347 \| 394 \| -47 \| \| 6 \| Lille Université Club \| 23 \| 14 \| 3 \| 3 \| 8 \| 287 \| 340 \| -53 \| \| 7 \| US Dunkerque \| 22 \| 14 \| 3 \| 2 \| 9 \| 303 \| 332 \| -29 \| \| 8 \| FC Mulhouse P \| 22 \| 14 \| 4 \| 0 \| 10 \| 288 \| 352 \| -64 \| | - Qualifié pour la poule de niveau 1 - Qualifié pour la poule de niveau 2 - Qualifié pour la poule de niveau 3 - T : Tenant du titre - P : Promu de Nationale II en début de saison |     |    |    |   |    |     |     |      |
| | Équipe | Pts | J  | G  | N | P  | Bp  | Bc  | Diff |
| 1 | USM Gagny | 40  | 14 | 13 | 0 | 1  | 358 | 285 | 73   |
| 2 | US Ivry T | 34  | 14 | 10 | 0 | 4  | 343 | 285 | 58   |
| 3 | AC Boulogne-Billancourt | 31  | 14 | 8  | 1 | 5  | 347 | 316 | 31   |
| 4 | SMEC Metz | 29  | 14 | 7  | 1 | 6  | 291 | 260 | 31   |
| 5 | RC Strasbourg | 23  | 14 | 4  | 1 | 9  | 347 | 394 | -47  |
| 6 | Lille Université Club | 23  | 14 | 3  | 3 | 8  | 287 | 340 | -53  |
| 7 | US Dunkerque | 22  | 14 | 3  | 2 | 9  | 303 | 332 | -29  |
| 8 | FC Mulhouse P | 22  | 14 | 4  | 0 | 10 | 288 | 352 | -64  |

## Deuxième phase

### Poule de niveau 1
Le classement final est, :
| \| \| Équipe \| Pts \| J \| G \| N \| P \| Bp \| Bc \| Diff \| \| - \| ------------------------ \| --- \| -- \| - \| - \| - \| --- \| --- \| ---- \| \| 1 \| Stade Marseillais UC \| 25 \| 10 \| 7 \| 1 \| 2 \| 251 \| 222 \| 29 \| \| 2 \| USM Gagny \| 22 \| 10 \| 5 \| 2 \| 3 \| 212 \| 213 \| -1 \| \| 3 \| USAM Nîmes \| 21 \| 10 \| 4 \| 3 \| 3 \| 252 \| 238 \| 14 \| \| 4 \| Stella Sports Saint-Maur \| 20 \| 10 \| 3 \| 4 \| 3 \| 228 \| 230 \| -2 \| \| 5 \| US Ivry T \| 17 \| 10 \| 3 \| 1 \| 6 \| 219 \| 239 \| -20 \| \| 6 \| AC Boulogne-Billancourt \| 15 \| 10 \| 2 \| 1 \| 7 \| 230 \| 250 \| -20 \| | - Qualifié pour la finale - Maintien en Nationale 1A - T : Tenant du titre |     |    |   |   |   |     |     |      |
| | Équipe                                                                     | Pts | J  | G | N | P | Bp  | Bc  | Diff |
| 1 | Stade Marseillais UC                                                       | 25  | 10 | 7 | 1 | 2 | 251 | 222 | 29   |
| 2 | USM Gagny                                                                  | 22  | 10 | 5 | 2 | 3 | 212 | 213 | -1   |
| 3 | USAM Nîmes                                                                 | 21  | 10 | 4 | 3 | 3 | 252 | 238 | 14   |
| 4 | Stella Sports Saint-Maur                                                   | 20  | 10 | 3 | 4 | 3 | 228 | 230 | -2   |
| 5 | US Ivry T                                                                  | 17  | 10 | 3 | 1 | 6 | 219 | 239 | -20  |
| 6 | AC Boulogne-Billancourt                                                    | 15  | 10 | 2 | 1 | 7 | 230 | 250 | -20  |

Champion sortant, l'US Ivry doit se contenter de la 5e place.
Les résultats sont :
| Matchs aller - Nîmes et SMUC 23-23 - Ivry b. ACBB 20-19 - Nîmes b. Stella 23-22 - Gagny b. ACBB 28-26 - Ivry b. Gagny 20-18 - SMUC b. Stella 23-19 - Gagny b. Nîmes 24-23 - Ivry b. Stella 29-24 - SMUC b. ACBB 29-20 - Gagny et Stella 16-16 - ACBB b. Nîmes 26-25 - SMUC b. Ivry 24-19 - Stella et ACBB 27-27 - Gagny b. SMUC 23-22 - Nîmes b. Ivry 21-19 | Matchs retour - SMUC b. Nîmes 31-30 - ACBB b. Ivry 26-23 - Nîmes et Stella 21-21 - Gagny b. ACBB 21-20 - Stella b. SMUC 29-26 - Gagny b. Ivry 22-19 - SMUC b. ACBB 25-18 - Gagny et Nîmes 24-24 - Ivry et Stella 26-26 - Nîmes b. ACBB 30-26 - Stella b. Gagny 20-17 - SMUC b. Ivry 26-22 - Stella b. ACBB 23-22 - Nîmes b. Ivry 32-22 - SMUC b. Gagny 23-19 |

### Poule de niveau 2
Le classement final est :
| \| \| Équipe \| Pts \| J \| G \| N \| P \| Bp \| Bc \| Diff \| \| -- \| --------------------- \| --- \| -- \| - \| - \| - \| --- \| --- \| ---- \| \| 7 \| SMEC Metz \| 25 \| 10 \| 7 \| 1 \| 2 \| 225 \| 186 \| 39 \| \| 8 \| ES St-Martin-d'Hères \| 23 \| 10 \| 6 \| 1 \| 3 \| 236 \| 229 \| 7 \| \| 9 \| CSL Dijon \| 21 \| 10 \| 5 \| 1 \| 4 \| 239 \| 234 \| 5 \| \| 10 \| Paris UC P \| 20 \| 10 \| 4 \| 2 \| 4 \| 214 \| 228 \| -14 \| \| 11 \| Lille Université Club \| 16 \| 10 \| 2 \| 2 \| 6 \| 220 \| 235 \| -15 \| \| 12 \| RC Strasbourg \| 15 \| 10 \| 1 \| 3 \| 6 \| 240 \| 262 \| -22 \| | - Maintien en Nationale 1A - Reversé dans la nouvelle Nationale 1B |     |    |   |   |   |     |     |      |
| | Équipe                                                             | Pts | J  | G | N | P | Bp  | Bc  | Diff |
| 7 | SMEC Metz                                                          | 25  | 10 | 7 | 1 | 2 | 225 | 186 | 39   |
| 8 | ES St-Martin-d'Hères                                               | 23  | 10 | 6 | 1 | 3 | 236 | 229 | 7    |
| 9 | CSL Dijon                                                          | 21  | 10 | 5 | 1 | 4 | 239 | 234 | 5    |
| 10 | Paris UC P                                                         | 20  | 10 | 4 | 2 | 4 | 214 | 228 | -14  |
| 11 | Lille Université Club                                              | 16  | 10 | 2 | 2 | 6 | 220 | 235 | -15  |
| 12 | RC Strasbourg                                                      | 15  | 10 | 1 | 3 | 6 | 240 | 262 | -22  |

### Poule de niveau 3
Le classement final est :
| \| \| Équipe \| Pts \| J \| G \| N \| P \| Bp \| Bc \| Diff \| \| -- \| ---------------- \| --- \| - \| - \| - \| - \| --- \| --- \| ---- \| \| 13 \| FC Mulhouse P \| 15 \| 6 \| 4 \| 1 \| 1 \| 147 \| 145 \| 2 \| \| 14 \| US Dunkerque \| 13 \| 6 \| 3 \| 1 \| 2 \| 159 \| 144 \| 15 \| \| 15 \| Stade toulousain \| 13 \| 6 \| 3 \| 1 \| 2 \| 165 \| 170 \| -5 \| \| 16 \| HBC Anzin \| 7 \| 6 \| 0 \| 1 \| 5 \| 146 \| 158 \| -12 \| | - Reversé dans la nouvelle Nationale 1B - Qualifié pour les barrages de relégation vers la nouvelle Nationale 2 (3e niveau). |     |   |   |   |   |     |     |      |
| | Équipe | Pts | J | G | N | P | Bp  | Bc  | Diff |
| 13 | FC Mulhouse P | 15  | 6 | 4 | 1 | 1 | 147 | 145 | 2    |
| 14 | US Dunkerque | 13  | 6 | 3 | 1 | 2 | 159 | 144 | 15   |
| 15 | Stade toulousain | 13  | 6 | 3 | 1 | 2 | 165 | 170 | -5   |
| 16 | HBC Anzin | 7   | 6 | 0 | 1 | 5 | 146 | 158 | -12  |

## Phase finale

### Finale
La finale, disputée le 26 mai 1984 à Rennes, a vu le Stade Marseillais UC s'imposer 22 à 17 face à l’USM Gagny. Après avoir laissé échapper le titre à l'US Ivry un an plus tôt, le SMUC de Daniel Costantini remporte une victoire aisée et largement méritée sur l'USM Gagny, faisant la course en tête pendant près de 53 minutes. De ce fait, les Marseillais brisent l'hégémonie des clubs pParisiens qui avaient remporté les six dernières éditions.
| 26 mai 1984 | Stade Marseillais UC | 22-17   | USM Gagny     | Rennes Affluence : 2 000 Arbitrage : MM. Lux et Lelarge |
| 26 mai 1984 | Bernard Gaffet 8     | (12-7)  | Marc Méjean 5 | Rennes Affluence : 2 000 Arbitrage : MM. Lux et Lelarge |
| 26 mai 1984 | ×6                   | Rapport | ×3            | Rennes Affluence : 2 000 Arbitrage : MM. Lux et Lelarge |

| Stade Marseillais UC - Gardiens de but : Lionel Bourgey (de la 1re à la 59e) et Marcel Merlaud (de la 59e à la 60e) - Buteurs : Gaffet (8, dont 3 pen.), Monneron (5, dont 4 pen.), Mabille (3), Perchicot (3), Camboulives (2), Csak (1), - Pourcentages de réussite : 22 buts sur 45 tirs, soit 48,8 % - Exclusions : Perchicot (12e), Camboulives (16e), Gaffet (23e et 33e), Mabille (25e), Monneron (29e) | USM Gagny - Gardiens de but : Médard (toute la partie). - Buteurs : Méjean (5, dont 3 pen.), Couriol, (4), Silly, (2), Grillard (2), Nouet (1), Perreux (1), Menet (1), Piot (1). - Pourcentages de réussite : 17 buts sur 46 tirs, soit 37 % - Exclusions : Couriol (26e), Grillard (43e et 49e). |

- Évolution du score : 
  - 1re mi-temps : 0-1 (2e), 2-1 (4e), 3-2 (5e), 4-3 (8e), 6-4 (13e), 7-5 (16e), 9-6 (21e), 10-6 (25e), 12-7 (29e),
  - 2e mi-temps : 13-8 (33e), 14-11 (38e), 16-12 (45e), 17-15 (51e), 19-15 (55e), 20-16 (58e), 22-17 (60e).

### Barrages de relégation
Ces barrages opposent les 2 derniers de la poule de niveau 3 (Stade toulousain et HBC Anzin) aux 2 vainqueurs des barrages d'accession entre les 4 clubs classés quatrième en poules de division Nationale 2 : 
| Équipe 1                           | Score   | Équipe 2         | Aller   | Retour  |
| ---------------------------------- | ------- | ---------------- | ------- | ------- |
| ASPOM Bègles-Bordeaux (N2)         | 44 – 59 | Stade toulousain | 20 – 24 | 24 – 35 |
| Carabiniers de Billy-Montigny (N2) | 57 – 61 | HBC Anzin        | 28 – 34 | 29 – 27 |

Le Stade toulousain et l'HBC Anzin évolueront en Nationale 1B et l'ASPOM Bègles-Bordeaux et les Carabiniers de Billy-Montigny dans la nouvelle Nationale 2 (3e niveau).

## Bilan

### Vainqueur
| Champion de France 1983-1984 Stade Marseillais UC 5e victoire |

L'effectif du Stade Marseillais Université Club était :
Gardiens de buts
- Marcel Merlaud (28 ans)
- Lionel Bourgey (26)
- Philippe Maillet (19).

Joueurs de champ
- Christian Csak (18)
- Jean-Louis Derot (23)
- Luc Philippy (20)
- Bernard Gaffet (24)
- Thierry Brunet (20)
- Frank Perchicot (21)
- Jean-Marc Camboulives (20)
- Philippe Mabille (27)
- Michel Cicut (25)
- Hervé Dubertrand (21)
- Patrick Sabatier (25)
- Philippe Monneron (26)
- Jean-Luc Poli (18).

Entraîneur
- Daniel Costantini.

Remarque : l'âge des joueurs est celui en début de saison.

### Classement final
| Rang | Équipe                   | Commentaire                                                    |
| ---- | ------------------------ | -------------------------------------------------------------- |
| 1    | Stade Marseillais UC     | Champion de France, qualifié pour la Coupe des clubs champions |
| 2    | USM Gagny                | Qualifié pour la Coupe des Vainqueurs de Coupe                 |
| 3    | USAM Nîmes               | Qualifié pour la Coupe de l'IHF                                |
| 4    | Stella Sports Saint-Maur | -                                                              |
| 5    | US Ivry (T)              | -                                                              |
| 6    | AC Boulogne-Billancourt  | -                                                              |
| 7    | SMEC Metz                | -                                                              |
| 8    | ES St-Martin-d'Hères     | -                                                              |
| 9    | CSL Dijon                | -                                                              |
| 10   | Paris UC P               | -                                                              |
| 11   | Lille Université Club    | Relégués en Nationale 1B                                       |
| 12   | RC Strasbourg            | Relégués en Nationale 1B                                       |
| 13   | FC Mulhouse P            | Relégués en Nationale 1B                                       |
| 14   | US Dunkerque P           | Relégués en Nationale 1B                                       |
| 15   | Stade toulousain         | Relégués en Nationale 1B                                       |
| 16   | HBC Anzin                | Relégués en Nationale 1B                                       |

### Statistiques et récompenses
Dominique Deschamps, le joueur de l'AC Boulogne-Billancourt, a reçu le « Jet spécial » récompensant le meilleur joueur de la saison,. Désigné par un jury composé de trente-cinq journalistes, les quatre autres nommés étaient Michel Cicut, Bernard Gaffet, Jean-Michel Serinet et Philippe Médard. 
Concernant les meilleurs buteurs, Bernard Gaffet (Stade Marseillais UC remporte le Jet d'Or (récompensant le meilleur buteur français) devant Alain Portes (USAM Nîmes, jet d'argent) et Roland Indriliunas (RC Strasbourg, jet de bronze),. Les statistiques sont :
| Rang | Joueur               | Club                     | Buts |
| ---- | -------------------- | ------------------------ | ---- |
| 1    | Bernard Gaffet       | Stade Marseillais UC     | 102  |
| 2    | Alain Portes         | USAM Nîmes               | 99   |
| 3    | Roland Indriliunas   | RC Strasbourg            | 98   |
| 4    | Nicolas Cochery      | Paris UC                 | 97   |
| 5    | Marc Méjean          | USM Gagny                | 92   |
| 5    | Éric ou Marc Baron   | Lille Université Club    | 92   |
| 7    | Claude Onesta        | Stade toulousain         | 91   |
| 8    | Jacques Duprez       | HBC Anzin                | 90   |
| 9    | Jean-Michel Serinet  | USM Gagny                | 86   |
| 10   | Bernard Rignac       | US Ivry                  | 79   |
| 10   | Jean-Claude Descamps | FC Mulhouse              | 79   |
| 12   | Marc-Henri Bernard   | Stella Sports Saint-Maur | 78   |
| 13   | Michel Etienne       | SMEC Metz                | 76   |
| 14   | Jean-Michel Geoffroy | CSL Dijon                | 69   |
| 14   | Claude Pullicino     | CSL Dijon                | 69   |
| 14   | Philippe Debureau    | US Dunkerque             | 69   |
| 17   | Manuel Regolle       | HBC Anzin                | 68   |
| 18   | Brice Bernasson      | ES St-Martin-d'Hères     | 67   |
| 19   | Stéphane Huet        | Stella Sports Saint-Maur | 66   |
| 19   | Joseph Zedong        | Stade toulousain         | 66   |
| 19   | Philippe Locard      | AC Boulogne-Billancourt  | 66   |